# مقاطعة هارني (أوريغون)
مقاطعة هارني (بالإنجليزية: Harney County) هي إحدى مقاطعات ولاية أوريغون في الولايات المتحدة الأمريكية.